# 姑娘追

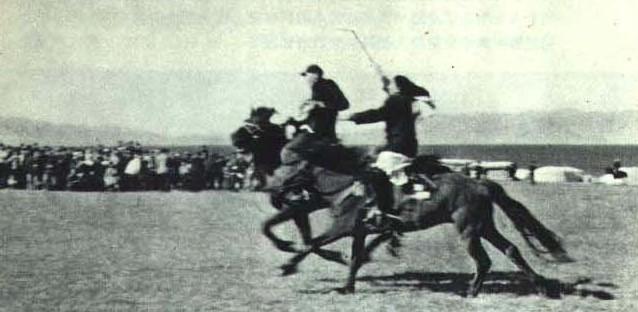
1963年的一场姑娘追

姑娘追，是哈薩克族、吉爾吉斯人、阿塞拜疆族的傳統馬上遊戲，也是他們男性青年的求偶方式。
遊戲通常進行如下。一名年輕男子騎在馬背上在起點線等待。一名年輕女子也準備就绪，開始從一定距離後走向年輕人，她的馬飛奔而來。當年輕女子經過這個年輕人，他可能會開始起步。兩馬朝著終點線前奔跑一段距離。如果年輕人到達終點前能夠追上這位年輕女子，他可能會伸手向她偷一個吻，這表示他的勝利。但是如他追不上就要被那女子皮鞭打一下，表示那女子是勝利者。